# 140P/Bowell-Skiff
140P/Bowell-Skiff, komet Jupiterove obitelji. 